# Peștera Muhuchii
Peștera Muhuchii (sau Peștera din valea Stîmturii) este o peșteră din Munții Pădurea Craiului.

## Localizare
Intrarea se află la baza versantului drept al văii Strîmturii, la ≈5 km de confluența cu rîul Roșia din centrul de comună Căbești, Bihor.

## Descriere
Peștera scoate la lumină apele unui mic pîrîu, ape colectate cel mai probabil prin ponoarele Sociului. Este formată din două nivele, cel inferior activ și inaccesibil, iar cel superior, de ≈150 m lungime, temporar-activ. Galeia unică se desfășoară sub forma unui semicerc cu cîteva diverticole. În partea ei finală se deschide un sifon în podea. Apele mai ies și printr-un sifon din apropierea intrării, cît și prin două izvoare ce flanchează intrarea.